# Paso Pichachén
Paso Pichachén är ett bergspass i Argentina, på gränsen till Chile. Det ligger i den sydvästra delen av landet, 1 200 km väster om huvudstaden Buenos Aires. Paso Pichachén ligger 1 895 meter över havet.
Terrängen runt Paso Pichachén är huvudsakligen kuperad, men åt nordost är den bergig. Trakten runt Paso Pichachén är nära nog obefolkad, med mindre än två invånare per kvadratkilometer.. Det finns inga samhällen i närheten.
Omgivningarna runt Paso Pichachén är i huvudsak ett öppet busklandskap.